# Mélanie Laurent
Mélanie Laurent (phát âm tiếng Pháp: [melani loʁɑ̃] ⓘ; sinh ngày 21 tháng 2 năm 1983) là một nữ diễn viên, ca sĩ, biên kịch và đạo diễn người Pháp. Sinh ra ở Paris trong một gia đình Do Thái, cô được giới thiệu vào nghiệp diễn xuất ở tuổi 16 bởi nhà làm phim người Pháp Gérard Depardieu, người chọn cô vào một vai diễn nhỏ trong bộ phim chính kịch lãng mạn The Bridge (1999). Laurent đã nhận hai giải César, một giải Étoiles d'or du cinéma français và một giải Lumières, cô đã tự chứng minh bản thân là một nữ diễn viên tài năng trong ngành công nghiệp điện ảnh Pháp.